# Hesedorf (Bremervörde)
Hesedorf (niederdeutsch Heesdörp) ist ein Ortsteil der Stadt Bremervörde im Landkreis Rotenburg (Wümme) in Niedersachsen mit rund 1800 Einwohnern.

## Geschichte
Die erste Erwähnung als Hesethorpe erfolgte im Jahr 1100 in den Wilkens’schen Aufzeichnungen. Die Ersterwähnung in einer Urkunde, und zwar den May’schen Regesten, ist für das Jahr 1272 gesichert.
Der Bau des Bahnhofes an der Bahnstrecke Bremerhaven–Buxtehude in Hesedorf im Jahre 1916 förderte die wirtschaftliche Entwicklung.
Am 1. März 1974 wurde die Gemeinde Hesedorf bei Bremervörde in die Stadt Bremervörde eingegliedert.
In Hesedorf liegt ein großes Gaslager sowie eines der größten Gerätedepots Deutschlands. Dieses Depot wurde während des Zweiten Weltkrieges nicht gefunden, aufgrund dessen über Hesedorf keine Bomben abgeworfen wurden.

### Einwohnerentwicklung
Im Jahre 1500 betrug die Einwohnerzahl ungefähr 30, diese erhöhte sich bis 1669 auf ungefähr 90 und ging bis zum Jahre 1691 leicht auf ungefähr 75 Einwohner zurück, danach werden ungefähr 95 Einwohner für das Jahr 1752 und ungefähr 105 Einwohner für das Jahr 1766 angegeben. Bis 1801 erhöhte sich die Einwohnerzahl auf 162. Heute bewohnen ungefähr 2300 Menschen Hesedorf.

## Politik

### Ortsrat
Der Ortsrat, der den Ortsteil Hesedorf vertritt, setzt sich aus sieben Mitgliedern zusammen. Die Ratsmitglieder werden durch eine Kommunalwahl für jeweils fünf Jahre gewählt.
Bei der Kommunalwahl 2021 ergab sich folgende Sitzverteilung:
- Wählergemeinschaft Hesedorf (WGH): 7 Sitze

### Wappen
| Wappen von Hesedorf | Blasonierung: „Auf Rot drei aus silberner Palisade wachsende frühmittelalterliche Waffen: in der Mitte eine silberne Lanze mit goldenem Stiel, (heraldisch) rechts eine goldgestielte, nach rechts gekehrte Streitaxt, links ein gestürzter silberner Handsachs mit goldenem Griff.“ |
| Wappen von Hesedorf | |

## Kultur und Sehenswürdigkeiten
Hesedorf ist Ziel für Tagestouristen, die z. B. den Pulvermühlenbach, sowie den Flusslauf der Hese besichtigen. Des Weiteren existiert in der Ortsmitte eine alte Hofanlage, die aus einer Wagenremise, einem Backhaus sowie einem Niedersachsenhaus besteht. Bei Vereinsfesten des Heimatvereins und am Tag des offenen Denkmals sind diese Fachwerkgebäude regelmäßig für Besucher geöffnet. 
- Hofanlage Beverner Straße 4 von 1820 und 1868 in Fachwerk
- Wohn- und Wirtschaftsgebäude Auf der Loge 2 von um 1850 in Fachwerk, das Logehuus

## Vereine
- Schützenverein Hesedorf e. V., gegründet im Dezember 1936[6]
- Freiwillige Feuerwehr Hesedorf, gegründet am 20. November 1920[7]
- Hesedorfer Heimatverein e. V., gegründet 1992[8]
- MTV Hesedorf e. V., gegründet 1921